# بيهاي
بيهاي (بالصينية: 北海市) هي مدينة من مدن الصين. يبلغ عدد سكانها 15،39300 نسمة حسب إحصائيات سنة 2010. يبلغ ارتفاع المدينة عن سطح البحر قرابة 21 متر. تبلغ مساحتها 3337 كم².

## المناخ
يظهر الجدول التالي التغييرات المناخية على مدار السنة لبيهاي:
| البيانات المناخية لـبيهاي                              | البيانات المناخية لـبيهاي | البيانات المناخية لـبيهاي | البيانات المناخية لـبيهاي | البيانات المناخية لـبيهاي | البيانات المناخية لـبيهاي | البيانات المناخية لـبيهاي | البيانات المناخية لـبيهاي | البيانات المناخية لـبيهاي | البيانات المناخية لـبيهاي | البيانات المناخية لـبيهاي | البيانات المناخية لـبيهاي | البيانات المناخية لـبيهاي | البيانات المناخية لـبيهاي |
| الشهر                                                  | يناير                     | فبراير                    | مارس                      | أبريل                     | مايو                      | يونيو                     | يوليو                     | أغسطس                     | سبتمبر                    | أكتوبر                    | نوفمبر                    | ديسمبر                    | المعدل السنوي             |
| ------------------------------------------------------ | ------------------------- | ------------------------- | ------------------------- | ------------------------- | ------------------------- | ------------------------- | ------------------------- | ------------------------- | ------------------------- | ------------------------- | ------------------------- | ------------------------- | ------------------------- |
| الدرجة القصوى °م (°ف)                                  | 27.9 (82.2)               | 29.9 (85.8)               | 31.5 (88.7)               | 33.4 (92.1)               | 35.8 (96.4)               | 36.2 (97.2)               | 36.2 (97.2)               | 37.1 (98.8)               | 36.4 (97.5)               | 34.7 (94.5)               | 32.0 (89.6)               | 28.8 (83.8)               | 37.1 (98.8)               |
| متوسط درجة الحرارة الكبرى °م (°ف)                      | 18.7 (65.7)               | 19.7 (67.5)               | 22.5 (72.5)               | 27.0 (80.6)               | 30.4 (86.7)               | 31.6 (88.9)               | 32.0 (89.6)               | 31.8 (89.2)               | 31.2 (88.2)               | 29.1 (84.4)               | 25.3 (77.5)               | 21.2 (70.2)               | 26.7 (80.1)               |
| المتوسط اليومي °م (°ف)                                 | 14.6 (58.3)               | 15.9 (60.6)               | 18.9 (66.0)               | 23.4 (74.1)               | 26.8 (80.2)               | 28.6 (83.5)               | 29.0 (84.2)               | 28.5 (83.3)               | 27.4 (81.3)               | 24.8 (76.6)               | 20.7 (69.3)               | 16.6 (61.9)               | 22.9 (73.3)               |
| متوسط درجة الحرارة الصغرى °م (°ف)                      | 11.8 (53.2)               | 13.4 (56.1)               | 16.3 (61.3)               | 20.9 (69.6)               | 24.1 (75.4)               | 26.1 (79.0)               | 26.4 (79.5)               | 25.8 (78.4)               | 24.6 (76.3)               | 21.8 (71.2)               | 17.5 (63.5)               | 13.5 (56.3)               | 20.2 (68.3)               |
| أدنى درجة حرارة °م (°ف)                                | 3.3 (37.9)                | 2.6 (36.7)                | 3.5 (38.3)                | 9.6 (49.3)                | 15.0 (59.0)               | 19.9 (67.8)               | 22.2 (72.0)               | 18.7 (65.7)               | 16.1 (61.0)               | 12.0 (53.6)               | 6.4 (43.5)                | 2.6 (36.7)                | 2.6 (36.7)                |
| الهطول مم (إنش)                                        | 33.9 (1.33)               | 41.5 (1.63)               | 59.0 (2.32)               | 77.8 (3.06)               | 131.9 (5.19)              | 285.4 (11.24)             | 394.8 (15.54)             | 395.3 (15.56)             | 215.5 (8.48)              | 79.6 (3.13)               | 38.3 (1.51)               | 22.2 (0.87)               | 1٬775٫2 (69.86)           |
| متوسط الأيام الممطرة (≥ 0.1 mm)                        | 8.5                       | 11.6                      | 12.3                      | 11.4                      | 11.7                      | 14.0                      | 14.9                      | 18.2                      | 13.3                      | 8.5                       | 5.3                       | 5.3                       | 135.0                     |
| متوسط الرطوبة النسبية (%)                              | 78                        | 83                        | 84                        | 84                        | 81                        | 82                        | 82                        | 84                        | 81                        | 76                        | 73                        | 72                        | 80                        |
| المصدر #1: China Meteorological Data Service Center    |                           |                           |                           |                           |                           |                           |                           |                           |                           |                           |                           |                           |                           |
| المصدر #2: Weather China(precipitation days 1971-2000) |                           |                           |                           |                           |                           |                           |                           |                           |                           |                           |                           |                           |                           |

## توأمة
لبيهاي اتفاقيات توأمة مع:
- تلسا